# Interstate 78
De Interstate 78 (afgekort I-78) is een Interstate Highway in de Verenigde Staten. De snelweg vormt een oost-westroute in het noordoosten van het land, in de staten Pennsylvania en New Jersey. Het verbindt Harrisburg met New York. In New Jersey is het voornamelijk een stedelijke weg.

## Traject

### Interstate 78 inPennsylvania
De snelweg begint zo'n 40 kilometer ten noordoosten van de hoofdstad Harrisburg, als afsplitsing van de Interstate 81, en loopt richting het oosten, via de grotere stad Allentown. De rivier de Delaware vormt de grens met New Jersey. De route in Pennsylvania is 121 kilometer lang.

### Interstate 78 inNew Jersey
De snelweg start in Phillipsburg, aan de rivier de Delaware. Men doorkruist het noorden van de staat New Jersey, en komt uiteindelijk in het stedelijk gebied van New York. De Holland Tunnel is het eindpunt van de snelweg. De route in New Jersey is 110 kilometer lang.

## Lengte
| Staat        | km     | mijl   |  |
|              |        |        |  |
| Pennsylvania | 121,07 | 75,23  |  |
| New Jersey   | 109,16 | 67,83  |  |
| New York     | 0,8    | 0,5    |  |
|              |        |        |  |
| Totaal       | 231,04 | 143,56 |  |

2 · 4 · 5 · 8 · 10 · 12 · 15 · 16 · 17 · 19 · 20 · 22 · 24 · 25 · 26 · 27 · 29 · 30 · 35 · 37 · 39 · 40 · 43 · 44 · 45 · 49 · 55 · 57 · 59 · 64 · 65 · 66 · 68 · 69 · 70 · 71 · 72 · 73 · 74 · 75 · 76 (west) · 76 (oost) · 77 · 78 · 79 · 80 · 81 · 82 · 83 · 84 (west) · 84 (oost) · 85 · 86 (west) · 86 (oost) · 87 · 88 (west) · 88 (oost) · 89 · 90 · 91 · 93 · 94 · 95 · 96 · 97 · 99 · 165 · 238 · 265 · 277 · 278 · 287 · 355 · 390 · 465 · 485 · 565 · 684 · 787 · 790 · 865

Hawaii:
H-1 · H-2 · H-3  
Alaska:
A-1 · A-2 · A-3 · A-4  
Puerto Rico:
PR-1 · PR-2 · PR-3